# Merete Myklebust
Merete Myklebust (Ålesund, 16 de maio de 1973) é uma futebolista norueguesa. 

## Carreira
Foi medalhista olímpica de bronze pela seleção de seu país em 1996.